# Марк Раско
Марк Раско (англ. Marc Racicot; нар. 24 липня 1948, Томпсон-Фоллс, Монтана) — американський політик-республіканець. Він був губернатором Монтани з 1993 по 2001 і головою Національного комітету Республіканської партії з 2002 по 2003 рік.
У 1970 році Раско закінчив Керролл-коледж, а у 1973 році отримав юридичну освіту в Університеті Монтани. Він приєднався до армії армії США і перебував у Західній Німеччині, де був військовим прокурором.
Раско повернувся до Сполучених Штатів у 1976 році, обійнявши посаду заступника прокурора округу Міссула. У 1977 році він став помічником генерального прокурора і першим спеціальним прокурором Монтани. Раско працював генеральним прокурором штату Монтана з 1989 по 1993.
Він очолював президентську кампанію Буша-молодшого у 2004 році. У 2000 і 2004 роках він розглядався як кандидат на посаду генерального прокурора США. Під час виборів 2000 року деякі експерти бачили його як можливого кандидата у віце-президенти. The Washington Post описав його як «одного з найближчих друзів і радників Буша».